# 도조역 (아이치현)
도조역(일본어: 東上駅)은 일본 아이치현 도요카와시에 위치한 도카이 여객철도 이다선의 철도역이다. 상대식 승강장 2면 2선의 구조를 갖춘 지상역이다.

## 이용 현황
| 연도     | 하루 평균 |
| 2002년도 | 189       |
| 2003년도 | 192       |
| 2004년도 | 176       |
| 2005년도 | 172       |
| 2006년도 | 159       |
| 2007년도 | 160       |
| 2008년도 | 160       |
| 2009년도 | 158       |
| 2010년도 | 149       |
| -------- | --------- |

## 역 주변
- 국도 제151호선

## 역사
- 1898년 4월 25일 : 도요카와 철도의 역으로서 개업.
- 1943년 8월 1일 : 국유화, 국철 이다선의 역으로 한다.
- 1963년 3월 1일 : 차급 화물의 취급을 폐지.
- 1971년 12월 1일 : 소량급 화물의 취급을 폐지해, 화물 영업을 전면 폐지. 하물의 취급도 폐지.
- 1984년 2월 24일 : 이다선 남부로의 열차 집중 제어 장치 도입에 맞춰, 역을 무인화.
- 1987년 4월 1일 : 일본국유철도 분할 민영화에 의해, 도카이 여객철도가 승계.
- 2007년 1월 13일 : 신 역사 공용 개시.

## 인접 역
| 도카이 여객철도 이다선 | 도카이 여객철도 이다선 | 도카이 여객철도 이다선 |
| ---------------------- | ---------------------- | ---------------------- |
| 에지마 도요하시 방면   | ■ 이다선               | 노다조 다쓰노 방면     |